# Eye of the Beholder II: The Legend of Darkmoon
Eye of the Beholder II: The Legend of Darkmoon este un joc video de rol din 1991 și continuarea primului Eye of the Beholder. A folosit o versiune modificată a motorului primului joc, a adăugat zone exterioare și a crescut foarte mult cantitatea de interacțiune pe care jucătorul a avut-o cu mediul în care se află, împreună cu aspecte substanțiale de joc de rol. O continuare, Eye of the Beholder III: Assault on Myth Drannor, a fost lansată în 1993.

## Prezentare
După aventurile din primul joc, eroii se îndreaptă către un han local pentru a se odihni și a se bucura de noua lor faimă, dar le este strecurat un bilet de la Khelben „Blackstaff” Arunsun, marele magician din Waterdeep, care spune că a trimis o cercetașă să verifice informațiile cum că forțele răului se adună într-un templu cunoscut sub numele de Lună Întunecată, dar aceasta nu s-a mai întors. Khelben transportă apoi eroii spre templu pentru a o găsi pe Amber și a continua investigația. În timp ce se luptă cu clericii templului și alți locuitori, jucătorii descoperă că marele preot, Dran Draggore, adună legiuni de războinici scheletici pentru a ataca Waterdeep. Jucătorii trebuie să treacă un test al acoliților pentru a avea acces spre părțile interioare ale templului. În confruntarea finală, Draggore se dovedește a fi un dragon roșu.

## Gameplay
O mare parte din joc are loc în limitele templului, unde jucătorului i se permite să se plimbe liber între locații odată ajuns în interior. Jocul în sine prezintă catacombele de sub Templul Darkmoon, nivelurile superioare ale templului și cele trei turnuri ale sale; argintiu, azur și purpuriu. La fel ca primul joc din serie, Eye of the Beholder II a fost, de asemenea, portat pe computerul Amiga.

## Muzică
Muzica jocului a fost compusă de Frank Klepacki și a fost unul dintre primele jocuri la care a lucrat. Pentru a scrie muzica, Klepacki a folosit Visual Composer de la AdLib pentru cipul de sunet AdLib YM3812⁠(d). Paul Mudra, care a compus muzica primului joc, nu s-a  implicat și a lucrat doar la efectele sonore împreună cu Dwight Okahara.  Versiunea pentru PC-98 conține toate melodiile din versiunea DOS cu includerea de noi melodii în joc pentru fiecare parte principală a jocului.

## Recepție
SSI a vândut 73.109 de exemplare din Eye of the Beholder II. În general, seria Eye of the Beholder, inclusiv Eye of the Beholder II, a atins vânzări globale combinate de peste 350.000 de unități până în 1996. Hartley, Patricia și Kirk Lesser au revizuit jocul în 1992 în revista Dragon #179, dând jocului 5 din 5 stele. Scorpia de la Computer Gaming World în 1992 a criticat din nou interfața de utilizator, observând că monștrii atacau în timp real în timp ce jucătorul căuta prin cărțile de vrăji, dar a declarat că jocul a avut un „final fantezist”. Ea a concluzionat că a fost „un joc mai substanțial” decât predecesorul său, cu „mai multe de făcut, o varietate mai mare de creaturi de luptat și o zonă mai mare de explorat”. În acel an, revista l-a numit unul dintre cele mai bune jocuri de rol ale anului, afirmând că a urmat „tradiția puternică grafică și jocul bine echilibrat ale originalului”. În 1993, Scorpia și-a reiterat criticile, dar a declarat că jocul a fost „o necesitate absolută pentru toți fanii [seriei] EOB”. GameSpy⁠(d) a declarat că Eye of the Beholder II „a avut un final complet original, ceva care era extrem de necesar, având în vedere cel mai mare defect al jocului - nivelul aproape nebun de dificultate”.
Revista The One a dat versiunii Amiga un scor general de 87%, considerând grafica „frumos desenată” și animația „excelentă”. The One a lăudat efectele sonore și muzica, exprimând că „efectele de sunet eșantionate sunt în mod adecvat înfricoșătoare și muzica este adecvat atmosferică” și numește interfața „una încercată și adevărată, care este ușor de înțeles”. The One critică Eye of the Beholder II ca fiind „neoriginal”, comparându-l cu jocuri de rol similare precum Dungeon Master și exprimând dorința unui joc cu mai multă inovație.